# Simon de Rechtvaardige
Simon de Rechtvaardige (Hebreeuws: שמעון הצדיק, Shimeon hatsadiq) wordt genoemd in verschillende bronnen uit de Israëlische oudheid. Het is echter niet duidelijk of het hier gaat om Simon I (begin 3e eeuw v.Chr.) of zijn kleinzoon Simon II (±219 v.Chr. tot ± 190 v.Chr), beide uit de familie van de Oniaden.
Voor het eerst wordt in Wijsheid van Jezus Sirach 50:1-21 gesproken over 'Simon, zoon van Onias en hogepriester', die geprezen wordt vanwege de restauratie van de tempel die hij heeft uitgevoerd. Men weet echter noch van Simon I, noch van Simon II of zij ingrijpende restauraties aan de tempel hebben uitgevoerd. Als de lofdicht betrekking heeft op Simon I, dan gaat het vermoedelijk om herstelwerkzaamheden als gevolg van veldtochten van Ptolemaeus I Soter I in het gebied (het is bekend dat hij veel Judeese krijgsgevangen naar Egypte voerde). Als het gaat om Simon II, dan kan het gaan om herstelwerkzaamheden als gevolg van schade door Ptolemaeus III Euergetes I, waarvan bekend is dat hij een conflict had met Simons vader Onias II. Omdat Jezus Sirach tijdens of kort na de ambtsperiode van Simon II geschreven is, neemt men gewoonlijk aan dat de lofdicht op hem betrekking heeft. Deze identificatie wordt echter bemoeilijkt doordat Flavius Josephus de titel nadrukkelijk toekent aan Simon I (hij merkt op dat hij deze bijnaam kreeg vanwege zijn eerbied voor God en de wijze waarop hij naar zijn medemensen omzag). Het is echter mogelijk dat Josephus, die zo'n 300 jaar later schreef de beide naamgenoten verwisseld heeft.
De Misjna bevat enkele uitspraken van Simon de Rechtvaardige, onder meer: "Door drie dingen wordt de wereld in stand gehouden: door de Thora, door de (tempel)dienst en door daden van liefde (chesed)". Ook de Talmoed bevat tradities over Simon de Rechtvaardige, maar de historische waarde van deze tradities wordt over het algemeen gering geacht.